# دار أوريل فوسلي
أوريل فوسلي شركة سويسرية لطباعة الأوراق النقدية وبيع الكتب، أسسها كريستوف فروشاور عام 1519 كشركة طباعة ونشر للكتب. تعمل الشركة حاليًا في العديد من القطاعات المتعلقة بالطباعة، مثل الطباعة الأمنية وبيع الكتب والنشر، حيث تُعد الطباعة الأمنية من أهم منتجاتها المعاصرة. تُتداول أسهم الشركة في بورصة SIX السويسرية (SIX: OFN) منذ عام 1897. وهي أقدم شركة سويسرية تُتداول أسهمها علنًا بشكل مستمر.

## نبذة تاريخية

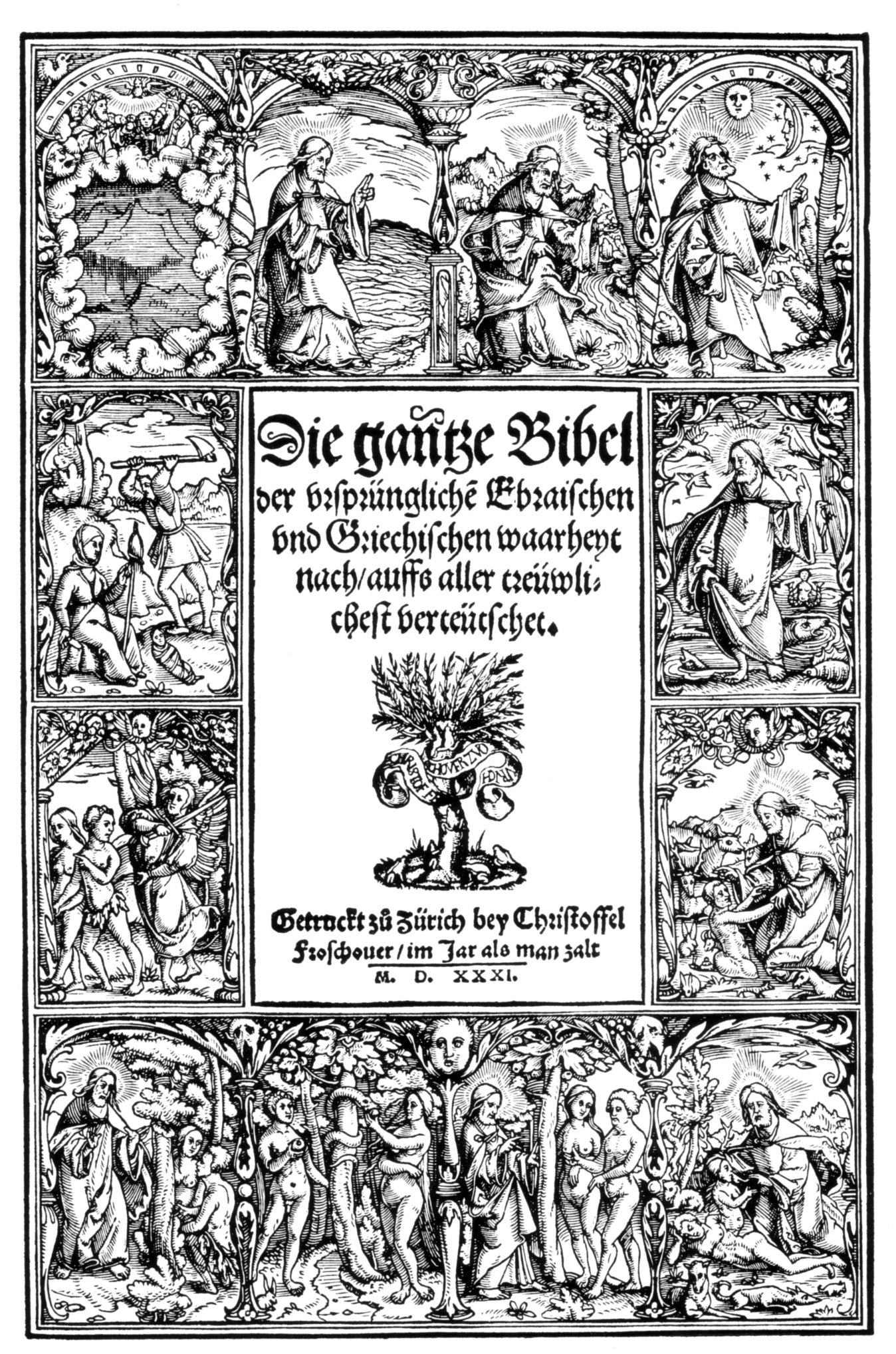

### 1519-1770
في بداية القرن السادس عشر، ازدادت أهمية مدينة زيورخ، كمدينة حكم ذاتي تعرف بالإمبراطورية الحرة، وكمقرّ للمجلس الاتحادي السويسري. بعد شغور منصب كاهن الشعب (Leutpriestertum) في غروسمونستر في زيورخ أواخر عام 1518، انتخب كهنة المؤسسة المسؤولة عن غروسمونستر الكاهن هولدريخ زوينكلي كاهنًا مدفوع الأجر، وفي 27 ديسمبر 1519، انتقل زوينكلي بشكل دائم إلى زيورخ، ومنها بدأ الإصلاح في سويسرا.
في نفس الوقت تقريبًا، انتقل طابع الكتب كريستوف فروشاور من ألتوتينغ في بافاريا إلى زيورخ ليحصل على حقوق مواطن زيورخ في عام 1519. كلفته المدينة بمهمة إنشاء آلة مطبعة إلى جانب مهام أخرى من شأنها أن تؤدي إلى إنشاء وتوسيع المطابع. وحصلت شركة فروشاور على صلاحية طبع كمطبعة حكومية، ونشرت في النهاية أعمال الفيلسوف إيراسموس فون روتردام والراهب مارتن لوثر وزوينجلي. بعد ذلك، وسعت شركة فروشاور نطاق منتجاتها لتشمل الكتابات التاريخية والطبية والعلمية.
من عام 1530 إلى عام 1585، برزت دار دروكيري كواحدة من أبرز دور النشر في مجال الناطقين باللغة الألمانية، وفي السنوات التالية، تغيرت ملكية الدار بين نخبة أثرياء زيورخ. ومن بين العائلات المعنية: إيشر، وولف، وبودمر، وهايدغر، وران، كما غيّرت الدار اسمها بعد أن استحوذت عليها العوائل من عائلة إلى أخرى.
نتيجةً لتقدم الإصلاح المضاد في ألمانيا، قلّصت الشركة نطاق منتجاتها لتقتصر على تقديم الكتابات اللاهوتية وكتابات "العهد القديم". ولم يحدث ذلك إلا في عام 1744، عندما انضم يوهان رودولف فوسلي، قاضي زيورخ، إلى الشركة كشريك، وحوّل تركيزه إلى مجالات اللاهوت والعلوم الطبيعية والتاريخ والفنون. وفي عام 1766، أصبح المالك الوحيد للشركة التي عُرفت منذ ذلك الحين باسم شركة "فوسلي وشركاه".

## روابط خارجية
- Company website
- Orell Füssli Security Printing